# Genay (Côte-d'Or)
Genay é uma comuna francesa na região administrativa da Borgonha-Franco-Condado, no departamento de Côte-d'Or. Estende-se por uma área de 14 km². Em 2010 a comuna tinha 380 habitantes (densidade: 27,1 hab./km²).